# Едмонтонська єпархія УГКЦ
Едмонтонська єпархія (англ. Ukrainian Catholic Eparchy of Edmonton) — єпархія Української греко-католицької церкви, заснована 3 листопада 1957, яка входить до складу Вінніпезької митрополії. З 25 січня 2007 єпарх — Давид Мотюк. Юрисдикція єпархії поширюється на всю провінцію Альберта.

## Перший Собор
Перший Собор Едмонтонської єпархії відбувся з 30 по 31  березня 2001 в Культурному центрі парохії св. Василія в Едмонтоні: його скликав і очолив єпископ едмонтонський Лаврентій Гуцуляк. Тип собору — єпархіальний. Напередодні Собору єпископ та клір обмірковували зібрання духовенства та представників парафій із ціллю обговорення спільних питань у зв'язку з розвитком керівництва Едмонтонською єпархією в майбутньому. Постановлено, що Єпархіальний Собор Едмонтонської відбудеться в кінці березня у великопосному часі.
У Соборі брали участь 24 членів духовенства та 190 делегатів з парафій для продискутування спільних справ і турбот. Учасники поділилися своїми парафіяльним, родинним та особистим досвідом. Присутні на соборі були владика Михаїл Гринчишин, Марія Войціховська — секретар єпископа Лаврентія, та інші.

## Рішення Собору
На Соборі винесено такі рішення:
- ефективна катехизація дітей у навчанні основ віри;
- формування бачення молодого покоління Церкви, готової на відповідь викликам сучасного світу в моральних та родинних площинах: у медичній етиці, у проблемах шлюбів та розлучень, особистих стосунків, зловживання наркотиками;
- велике бажання поглибити знання про рідну Церкву: її історію, літургію, богослов'я, духовність, традиції, закони та правопорядок;
- бажання краще пізнати віру й традиції, рівнозначних кращому пізнанню самих себе.

Учасники Собору виявили бажання стати активнішими у повсякденному житті, як на парафіяльному, так і на єпархіальному рівнях. Висловлено велику турботу про священиків, дияконів та сестер, які обслуговують вірних, включно з їх успішністю в царині покликань. Церковний спів також уважався важливою справою: особливо необхідність вишколу дяків та покращення хорового й загальнопарафіяльного співу.

## Основні проблеми
Соборі зосередився на чотирьох основних проблемах: розлучення і руйнування сім'ї, аборт, алкоголізм та хабарництво. Згадані негативні явища притаманні не лише Україні: папські документи надають важливі духовні настанови щодо цих питань в останньому апостольському листі «На початку нового тисячоліття». Запропоновано теми для обговорення делегатами Едмонтонського Собору: святість, молитва, недільна Євхаристія, Тайна Покаяння, першість Благодаті, служіння й проповідування Божого Слова.
Прямий наслідок Собору — перший крок у єднанні: пожвавлено діалог з іншими на духовні теми, а також стосовно парафіяльних тем поза духовністю; дав краще розуміння віри та візантійського обряду.

## Список єпархів[1]
- Давид Мотюк (2007–)
- Лаврентій Гуцуляк (1996—2006)
- Мирон Дацюк (1991—1996)
- Дмитро Грещук (1986—1990)
- Ніл Саварин (1956—1986)